# Dummy (film 2008)
Dummy è film del 2008 diretto da Matthew Thompson.

## Trama
Quando la loro madre muore, Danny e Jack si ritrovano soli al mondo e devono l'uno fare affidamento esclusivamente sull'altro. Danny però precipita in un mondo fatto di alcol, sesso, droga e musica mentre Jack, il figlio più piccolo, perde la ragione e si crea con un manichino un surrogato della madre.

## Riconoscimenti
- 2008 - Raindance Film Festival
  - Candidato al premio della giuria
- 2010 - London Critics Circle Film Awards
  - Candidatura nella categoria "Young British Performer of the Year" a Aaron Taylor-Johnson